# Impatiens perrieri
Impatiens perrieri är en balsaminväxtart som beskrevs av Jean-Henri Humbert. Impatiens perrieri ingår i släktet balsaminer, och familjen balsaminväxter. Inga underarter finns listade i Catalogue of Life.